# Atari 2500
O Atari 2500 foi um protótipo do Atari 2600 produzido em 1981. Ele foi idealizado como um substituto do então existente 2600, porém nunca foi lançado. As especificações técnicas não eram muito diferentes do Atari 2600, exceto pela combinação do joystick e da pá de controle instalados (embora os controles normais também pudessem ser usados). O console era cinza claro, e aparentava ser mais elegante que o modelo 2600. Embora o console nunca tenha sido produzido, o modelo 2600 iria receber uma atualização mais elegante (sem interferência nos controladores) em 1986 com o Atari 2600 Jr..

## Especificações técnicas
- CPU: MOS Technology 6507 @ 1.19 MHz
- Audio + Processador de vídeo: TIA. 160 x ~192 pixel, 128 cores  (121 nos modelos americanos, 114 nos modelos europeus), 2 canais de som (mono).
- RAM: 128 bytes (mais os 256 bytes instalados nos cartuchos de jogos para um melhor desempenho).
- ROM (cartuchos de jogos):  4 KB de capacidade máxima (mais 32 KB com paginação).
- Entradas: Seis interruptores (versão original): Botão liga/desliga, sinal de TV (preto/branco ou cores), reguladores de dificuldade de cada jogador (chamados de A e B), Select e Reset. Exceto pelo botão de liga/desliga, as outras entradas podem variar a cada versão.
- Saídas: Imagem em preto/branco ou cores e áudio (NTSC, PAL ou SECAM, dependendo da região).